# Andriano
Andriano (Andrian in tedesco) è un comune italiano di 1 050 abitanti della provincia autonoma di Bolzano in Trentino-Alto Adige; è situato in fondovalle alla destra orografica dell'Adige, di fronte a Terlano ed ai piedi del Monte Macaion (1866 m, Catena della Mendola).

## Origini del nome
Il toponimo è attestato per la prima volta nel 1186 come Andrian nella storia in una pergamena originale dell'archivio del convento di Gries, in altri documenti del periodo viene attestata l'esistenza di un traghetto che attraversava al tempo il fiume Adige.
Nel 1240 come Aendrian e deriva dal nome di persona romano Andrius o Andraeus, corrispondente ad uomo virile, dal greco "anèr-andròs".
Altra possibile derivazione si fa ricadere da Andrien, un villaggio in un angolo montano scarsamente boschivo dirimpetto a Terlano, probabilmente da antraeanum, aggettivo derivante dal termine latino antrum, in italiano antro, equivalente a "piccola valle rotonda" o "grotta boscosa".

## Storia

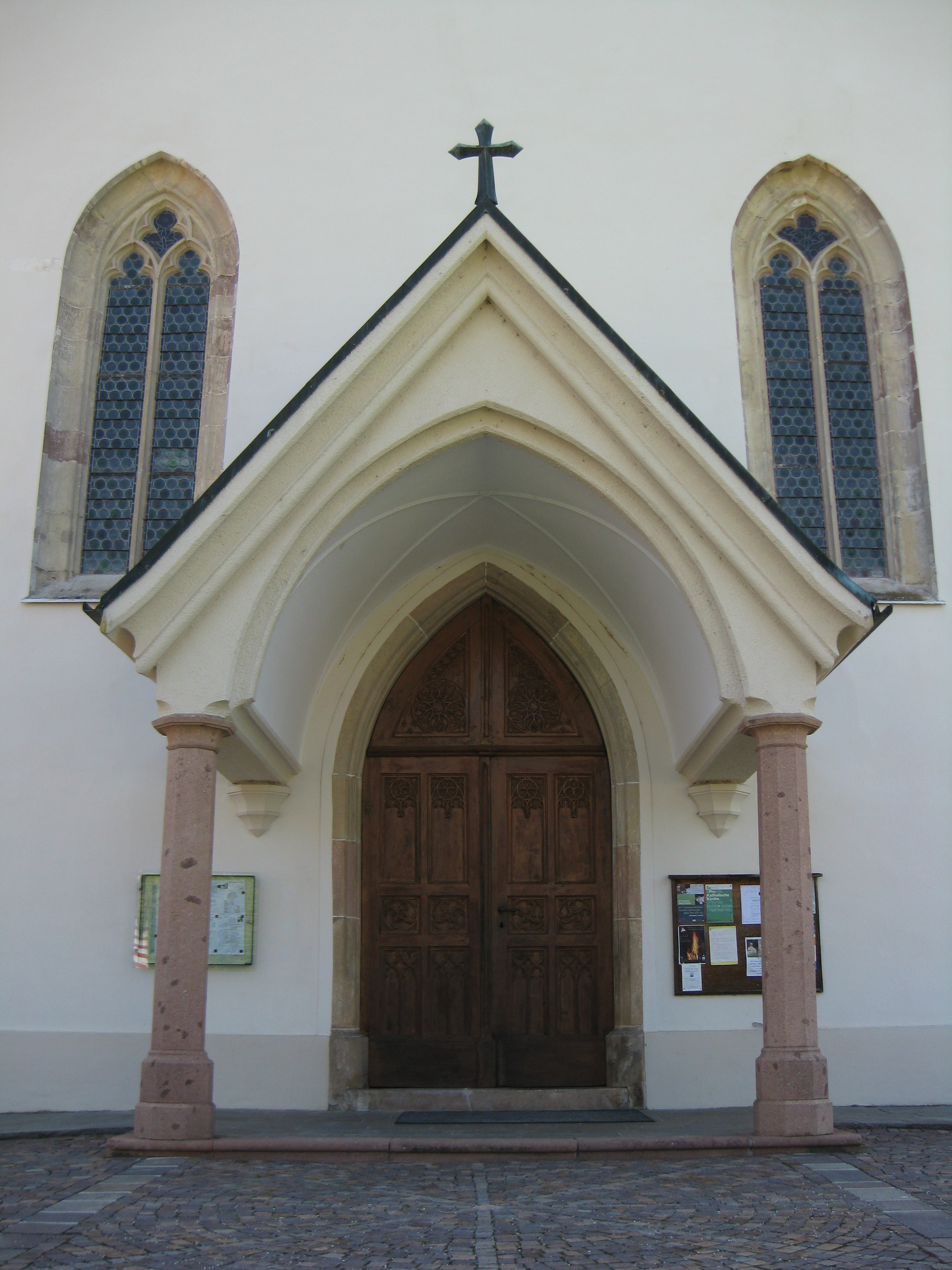
La chiesa di S. Valentino

È sostenuto a sufficienza da reperti archeologici, che il luogo era già abitato in epoca romana.
Dal momento che l'Adige era navigabile da Andriano, il paese si è trovato in una posizione geografica tale da essere un punto di riferimento economico e d'importanza strategica.
Nel periodo medievale e di prima età moderna, Andrino fece parte del distretto giudiziale di Castel Neuhaus presso Terlano, come è attestato da un documento del 1490 che chiama il borgo «Andrian in dem gericht Newenhaus».
Il comune di Andriano, che in precedenza per più di cento anni era stato autonomo, venne incorporato nel comune di Nalles per regio decreto il 18 novembre 1928 .
Dal 1953 Andriano è di nuovo un comune indipendente.
Notevoli sono le rovine del castello di Festenstein, costruzione menzionata la prima volta nel 1220 che svetta su un burrone sopra il paese.

### Simboli
Lo stemma è quello dei Signori di Andrian. È partito di rosso e di argento, calzato ritondato dell'uno all'altro. Lo stemma attuale è stato adottato il 7 novembre 1968 e sostituisce quello concesso con DPR del 15 dicembre 1959 che prevedeva anche un gonfalone partito di bianco e di azzurro.

## Monumenti e luoghi d'interesse
- Chiesa parrocchiale di San Valentino

## Società

### Ripartizione linguistica
La sua popolazione è nella sua quasi totalità di madrelingua tedesca.
| %      | Ripartizione linguistica (gruppi principali) |
| ------ | -------------------------------------------- |
| 90,54% | madrelingua tedesca                          |
| 8,58%  | madrelingua italiana                         |
| 0,88%  | madrelingua ladina                           |

Secondo il censimento del 1890 gli italiani erano il 12,5% della popolazione, diminuiti in seguito a causa di pressioni assimilatrici. Negli ultimi 10 anni si è visto un discreto aumento della minoranza linguistica italiana, che è passata dal 2,55% sulla popolazione totale a ben 9,53%.

### Evoluzione demografica
Abitanti censiti

### Etnie e minoranze straniere
Secondo i dati ISTAT al 1º gennaio 2016 la popolazione straniera residente era di 63 persone, di cui:
- 95,2% provenienti dall'Europa;
- 4,2% provenienti dal Sud America.

La comunità straniera più numerosa è quella della Polonia che rappresenta il 25,40% degli stranieri.

## Economia
L'economia si basa sul turismo primaverile ed estivo con strutture di ricezione quasi esclusivamente a conduzione familiare, e sull'attività agricola (meleti, cooperative di trasformazione del prodotto).
Elevata la percentuale dei residenti che lavorano nei comuni limitrofi o a Bolzano.

### Turismo
Il comune ha una piscina all'aperto, campi da tennis e numerose piste ciclabili.
Sentieri portano verso la Costiera della Mendola, fino al Monte Macaion (Gantkofel).

## Amministrazione
| Periodo | Periodo   | Primo cittadino    | Partito | Carica  | Note   |
| ------- | --------- | ------------------ | ------- | ------- | ------ |
| 1995    | 2000      | Otto von Dellemann | SVP     | Sindaco | [ 20 ] |
| 2000    | 2005      | Josef Pitschl      | SVP     | Sindaco | [ 20 ] |
| 2005    | 2010      | Otto von Dellemann | SVP     | Sindaco | [ 20 ] |
| 2010    | 2015      | Roland Danay       | SVP     | Sindaco | [ 20 ] |
| 2015    | 2020      | Roland Danay       | SVP     | Sindaco | [ 20 ] |
| 2020    | in carica | Roland Danay       | SVP     | Sindaco | [ 20 ] |